# Anatoliy Yegorov
Anatoliy Yegorov (Unión Soviética, 6 de mayo de 1933) es un atleta soviético retirado, especializado en la prueba de 10 km marcha, en la que consiguió ser medalla de plata en el Campeonato Europeo de Atletismo de 1954, celebrado en la ciudad de Berna.

## Carrera deportiva
En el Campeonato Europeo de Atletismo de 1954 ganó la medalla de plata en los 10 km marcha, llegando a meta en un tiempo de 45:53,0 segundos, tras el checoslovaco Josef Doležal (oro con 45:01.8 segundos que fue récord de los campeonatos) y por delante del también soviético Serguéi Lobastov (bronce con 46:21.8 segundos).